# Galceran III de Pinós
Galceran III de Pinós (?-1196) fou un noble, senyor (circa 1162-1196) de les baronies i castells de Pinós, Vallmanya, l'Espà, Gósol, Saldes, Querforadat i Llo.
Fill de Galceran II de Pinós i de Estefania, prengué part en la conquesta de Lleida (1149), on li fou donada una casa (1154) i prestà jurament de fidelitat l'any 1162 al comte rei Alfons I el Cast pels castells de Pinós, l’Espà, Gósol, Saldes, Querforadat, Vallmanya i Llo. Figurà sovint en el seguici d’aquest rei i fou àrbitre en un conveni entre el monarca i el comte Ramon de Tolosa (1194). Afavorí l’orde del Temple, a la qual donà una casa a Lleida l'any 1161 (potser la mateixa que els templers li havien donat després de la conquesta de la ciutat) i la muntanya de Palomera i Sitjà (1170). També protegí el monestir de Santes Creus, on la seva família tenia la sepultura; li donà el dret de pasturatge a les valls del castell de Llo i a la d’Eina (1177), així com terres a Soses. Tingué un incident a Puigcerdà amb Ponç de Mataplana, que fou recollit pel trobador Guillem de Berguedà en una de les seves poesies contra aquest darrer noble.

## Núpcies i descendència
Es casà amb Berenguera (de Montcada?), amb la qual tingué tres fills:
- Ramon Galceran I de Pinós hereu de la baronia de Pinós (nascut abans del 1164 — mort després del 1211)
- Bernat de Pinós
- Pere de Pinós
- Berenguer de Pinós